# Minszk–22
A Minszk–22 szovjet gyártmányú félvezetős technológiára épülő nagyszámítógép (mainframe). A magyar számítástechnikai kultúra létrejöttének meghatározó számítógéptípusa, amely megalapozta  a magyar informatikusképzést. A Minszk–22-es sorozatot 1964-ben jelentették be, és 1965–1970 között 953 darab készült belőle. Ez a géptípus volt a szegedi József Attila Tudományegyetem Kibernetika Laborja és a Magyar Néphadsereg első számítógépe. Utódja a Minszk–32-es gép volt.

## Története
1956-ban már az első generációs számítógépek több típusa működött a Szovjetunióban (Sztrela, BESZM, M–3, Ural–1), amikor a Szovjetunió minisztertanácsa határozatot hozott a számítástechnika fejlesztésének gyorsításáról, új, a második generációs számítógépek létrehozására képes kutató és gyártó bázisok létrehozásáról. Ekkor létesítették Fehéroroszország fővárosában az Ordzsonikidzéről elnevezett minszki számítógépgyárat. A gyár tervezőirodája 1958-ban kezdte meg működését. 1960-ban készült el az első számítógép, a Minszk–1. Ez még részben elektroncsöves gép volt, gyártását 1963-ban le is állították. Összességében különböző módosításait is figyelembe véve 220 darabot gyártottak belőle.
1964-ben épült az első 100%-ban félvezetős technológiára épülő Minszk számítógép, a Minszk-22. Gyártása 1970-ig tartott, és közel 1000 darabot készítettek. Továbbfejlesztett változatának, a Minszk–32-nek a gyártása 1968-ban kezdődött. Ebből a típusból 1975-ig közel 3000 került eladásra. 1972-ben a KGST budapesti tanácskozásán a Minszk–32-t nyilvánították az automatikus vezérlési rendszerek alapgépévé. Magyarországra 1974 körül több Minszk–32-es került (Magyar Néphadsereg, Könnyűipari Minisztérium stb.).

## Felépítése

Neumann-architektúra

A Minszk—22 egy klasszikus Neumann-architektúra alapján felépített gép volt. 37 bites szavakon másodpercenként 5–6000 művelet elvégzésére volt képes. A gép ferritgyűrűs operatív memóriája 8192, egyenként 37 bit hosszú szóból állt. (Működését tekintve, durva közelítésként, ez felel meg a PC-k memóriájának). A háttértár mágnesszalagos egységekből állt, amelyek egyenként 1 600 000, szintén 37 bites szót voltak képesek tárolni.
A mágnesszalagok mellett adatbeviteli perifériaként 80 oszlopos lyukkártya szolgált, míg adatkiviteli eszközként a lyukkártya mellett nyomtató is csatlakozott a géphez.
A félvezető elemekből épített gép teljes helyigénye a külső perifériák nélkül 80 m², nominális fogyasztása 10 kW volt.

### Aritmetikai egység
A gép aritmetikai egysége 2 regiszterből: R1 és R2, valamint egy akkumulátorból állt. Ez az egység hajtotta végre az adatokon a különböző aritmetikai és logikai műveleteket.
Az első, R1 regiszter fogadta az operatív tárból (memóriából) a műveletekben részt vevő első 37 bites szót. A második, R2 regiszter a műveletek végrehajtásakor kisegítő szerepet játszott (például egy szorzás végrehajtásakor először itt tárolódott a szorzó, majd az eredmény alacsony helyi értékű része stb.). Ez a regiszter nem volt összekötve az operatív tárral.
Az akkumulátor egy harmadik 37 bites regiszter. Feladata a műveletekben részt vevő második operandus memóriából történő kiolvasása és tárolása volt. Azokban a műveletekben azonban, ahol a második operandus egy megelőző művelet eredménye volt, ez az adat nem az akkumulátorban, hanem az R2-es regiszterben tárolódott. Minden információ operatív tárba írása, az adatok operatív tár és külső tárak közötti cseréje, illetve a kimeneti eszközökre (nyomtató, lyukkártya) kiírása minden esetben vagy az R1-es regiszteren, vagy a akkumulátoron keresztül valósult meg.
A különböző műveletek átlagsebessége a következő volt:
- fixpontos összeadás – 96 μs,
- fixpontos szorzás – 300 μs,
- fixpontos osztás – 716 μs,
- lebegőpontos összeadás – 240 μs,
- lebegőpontos szorzás – 285 μs,
- lebegőpontos osztás – 600 μs

### Vezérlő egység
A vezérlő egység biztosította a betöltött program végrehajtását. Egy utasításszámlálóból és egy műveletdekódoló regiszterből állt. A vezérlő egység működését minden egyes számítási ciklus első két ütemében munkaregiszterként az akkumulátor segítette.
Az utasításszámláló egy 13 bites egység volt, ez tartalmazta a végrehajtandó utasítás címét (a következő végrehajtandó utasítás kódját tartalmazó memóriahely sorszámát). A program szekvenciális végrehajtásakor az utasításszámláló értéke automatikusan mindig eggyel nőt, így a soron következő memóriarekesz tartalma került végrehajtásra. A műveletdekódoló-regiszter feladata a memóriából kiolvasott utasításkód értelmezése, ez egy 7 bites regiszter volt. Ez a két érték meghatározta a Minszk–22 számítógép alapvető paramétereit, az utasításszámláló memória maximális méretét (213 = 8192), és a műveletdekódoló-regiszterben maximálisan behuzalozható műveleti kódok számát (27 = 128).

### Operatív tár (memória)
A gép belső memóriájának teljes mérete 8192 darab 37 bites szó, klasszikus ferritgyűrűs memória volt. Ez nyolcas számrendszerben volt besorszámozva, és a memória-címtartomány 0-tól 17 777-ig terjedt. A 0-s rekesz kivételével minden rekesz írható és olvasható volt és egyaránt tartalmazhatott utasítást, vagy adatot. A nullás rekesz tartalma egy 0-s kód volt, amit nem lehetett megváltoztatni. A memóriaelérés ideje 24 μs volt.

## Utasításkészlet
A Minszk–22 kétcímes gép volt. Ez azt jelenti, hogy minden utasítás esetén két operandust használt, és ennek megfelelően a műveletekben két, az operatív tárban található rekesz (tárterület) címét kellett megadni. Minden gépi utasítás 37 bit hosszú volt és négy részből, azaz négy mezőből állt:
- Utasításkód 0–6. bitek (az utasításkód minden esetben egy előjeles 8-as számrendszerbeli szám).
- Indexmező címe 9–12. bitek  (továbbiakban mint i jelöljük).
- Az első operandus címe 7. bit + 13–24. bitek (továbbiakban mint c1 jelöljük).
- A második operandus címe 8. bit + 25–36. bitek. (továbbiakban mint c2 jelöljük).

Egy szabványos műveletet végrehajtó ciklus öt lépésből állt, ettől eltért a vezérlést átadó utasítások végrehajtása. Az utasításkészlet négy csoportot alkotott:
- aritmetikai műveletek,
- logikai műveletek,
- vezérlő utasítások,
- input és output műveletek.

Minden műveletet egyértelműen meghatározott a 0–6. biteken található utasításkód (8-as számrendszerbeli szám).

### Aritmetikai utasítások
| Utasításkód | Az utasítás neve                                | Az utasítás formátuma |
| ----------- | ----------------------------------------------- | --------------------- |
| +1M         | összeadás                                       | +1М i c1 c2           |
| +2M         | kivonás                                         | +2М i c1 c2           |
| +3M         | szorzás                                         | +3М i c1 c2           |
| +4M         | osztás                                          | +4М i c1 c2           |
| +5M         | kivonás*                                        | +5М i c1 c2           |
| -04         | kerekítés tiltása                               | -04 0 0 0             |
| -05         | kerekítés                                       | -05 0 0 0             |
| -70         | szorzás alacsony helyi értékű részének tárolása | -70 i c1 c2           |
| -71         | osztás maradék részének tárolása                | -71 i c1 c2           |
| -72         | kitevők összeadása                              | -72 i c1 c2           |
| -73         | kitevők kivonása                                | -73 i c1 c2           |
| -75         | normális alakra hozás                           | -75 i c1 c2           |
| -76         | egyesek összeszámlálása                         | -76 i c1 c2           |

A fenti táblázatból látszik, hogy a Minszk 22 utasításkészlete a szovjet számítógép-építési tradícióknak megfelelően műszaki tudományos számítások végzésére volt tervezve.
Az összeadásnak, a kivonásnak, a szorzásnak és az osztásnak 8–8 változata volt. Ezeket jelöli a táblázatban az M (modifikáció) betű.
Először az utasításkód 4. bitje határozta meg, hogy a művelet fixpontos (tartalma = 0), vagy lebegőpontos (tartalma = 1). Az 5. és 6. bit pedig négy különböző végrehajtási módot definiált:
| Az utasításkód 5. és 6. bitje | Az utasítás-végrehajtás módja    | Megjegyzés |
| ----------------------------- | -------------------------------- | --- |
| 00                            | Akkumulátor, (c2) := (c2) х (c1) | A művelet eredménye az akkumulátorban és második címen is tárolásra kerül.                                                                    |
| 01                            | Akkumulátor := (c2) х (c1)       | A művelet eredménye csak az akkumulátorban kerül tárolásra.                                                                                   |
| 10                            | Akkumulátor, (c2) := R2 х (c1)   | A műveletet az R2 regiszter és az első cím tartalma között végzi a gép, és az eredmény az akkumulátorban és második címen is tárolásra kerül. |
| 11                            | Akkumulátor := R2 х (c1)         | A műveletet az R2 regiszter és az első cím tartalma között végzi a gép, és az eredmény csak az akkumulátorban kerül tárolásra.                |

A táblázatnak megfelelően például a +22 ( binárisan 010 010) i c1 c2  egy fixpontos kivonás az R2 regiszter és az első cím tartalma között, és az eredmény az akkumulátorban és második címen is tárolásra kerül.

### Logikai utasítások
| Utasításkód | Az utasítás neve                 | Az utasítás formátuma | Megjegyzés |
| ----------- | -------------------------------- | --------------------- | --- |
| +0m*        | kizáró vagy                      | +0m* i c1 c2          | |
| +6m         | logikai eltolás (shift)          | +6m i c1 c2           | A második operandus (c2) minden bitje eltolásra kerül. Az eltolás irányát és hosszát az első operandus (c1) tartalmazza.                                                                                       |
| +6m*        | aritmetikai eltolás (shift)      | +6m* i c1 c2          | A második operandus (c2) első bitje (az előjel bit) nem csak a maradék 36 bit kerül eltolásra. Az eltolás irányát és hosszát az első operandus (c1) tartalmazza.                                               |
| +7m         | és                               | +7m i c1 c2           | Bitenkénti logikai konjunkció |
| +7m*        | vagy                             | +7m* i c1 c2          | Bitenkénti logikai diszjunkció |
| -10         | adatátvitel                      | -10 i c1 c2           | Az első cím tartalmát áttölti a második címre és az akkumulátorba. |
| -11         | adatátvitel előjelváltással      | -11 i c1 c2           | Az első cím tartalmát áttölti a második címre és az akkumulátorba, miközben az előjelet bitet (0. bit) ellenkezőre változtatja.                                                                                |
| -12         | adatátvitel az előjel törlésével | -12 i c1 c2           | Az első cím tartalmát áttölti a második címre és az akkumulátorba, miközben az előjelet bitbe (0. bit) 0 értéket ír.                                                                                           |
| -13         | beolvasás vezérlőpultról         | -13 i 0 c2            | A c2-es memóriarekeszbe betölti a gép vezérlőpultján beállított 37 bites értéket. |
| -14         | előjel-hozzárendelés             | -14 i c1 c2           | A c1-es rekesz tartalmának előjelét hozzárendeli a c2-es rekesz tartalmához. |
| -15         | címátadás regiszterből           | -15 0 0 c2            | Külső adathordozóról történt információbevitelt követő kötelező utasítás. Az R1 regiszter tartalmát tölti be a c2 rekeszbe. Ez lesz az eltárolt információt tartalmazó utolsó rekeszt követő első rekesz címe. |
| -16         | értékátadás                      | -16 i c1 c2           | A c1-es rekesz tartalmát áttölti a c2-es rekesz tartalmába. |
| -74         | ciklikus összegzés               | -74 i c1 c2           | A c1-es rekesz tartalmát hozzáadja a c2-es rekesz tartalmához, az utasítástömbök ellenőrző összegének (checksum) előállítását segíti.                                                                          |

A logikai utasításoknak az aritmetikai utasításokhoz hasonlóan 4–4 végrehajtási módja volt. Ez az aritmetikai utasításoknál megadott táblázatban látható. Az m*-gal jelölt utasítások esetén az utasításkód 4 bitje minden esetben egyenlő 1, míg az m-mel jelölt utasítások esetén egyenlő 0.

### Vezérlésátadó utasítások
A vezérlést átadó utasítások a számítógépes program végrehajtása során a program utasításainak módadósítására szolgálnak. Segítségükkel a szekvenciális végrehajtás módosítható valamilyen okból, vagy valamilyen feltétel alapján. Vezérlés átadáskor a utasításszámlálóba beírásra kerül egy cím, és a program végrehajtás ezen a címen folytatódik.
| Utasításkód | Az utasítás neve                           | Az utasítás formátuma | Megjegyzés |
| ----------- | ------------------------------------------ | --------------------- | --- |
| -00         | a gép megállítása                          | -00 i c1 c2           | Ez egy programtesztelést segítő utasítás. A c1 cím tartalma az R1 regiszterbe, a c2-es cím tartalma az akkumulátorba, és a legutolsó végrehajtott művelet eredménye az R2-regiszterbe íródott. A gép megállását követően ezek az értékek a vezérlőpulton leolvashatók voltak. |
| -30         | feltétel nélküli vezérlésátadás            | -30 i c1 c2           | Az utolsó művelet eredménye a c2-es címen került tárolásra. Az utasításszámlálóba a c1 címen tárolt érték (cím) került betöltésre, és a program futása itt folytatódott. |
| -31         | szubrutinba ugrás                          | -31 i c1 c2           | Az utasítás hatására a c2 címen tárolásra került egy feltétel nélküli vezérlésátadás „-30 00 k+1 0000” — a „k” az adott utasítás címe — (ez definiálja szubrutin visszatérési címét). Majd a program végrehajtása a c1 rekeszben tárolt címen folytatódott (a szubrutin kezdő címe). |
| -32         | ugrás előjel szerint                       | -32 i c1 c2           | Ha az aktuális művelet eredménye pozitív a c1 címen, ha negatív a c2-es címen tárolt tartalom került betöltésre az utasításszámlálóba, és a programvégrehajtás itt folytatódott |
| -33         | ugrás túlcsordulásra                       | -33 i c1 c2           | Akkumulátor túlcsordulás esetén (pl. nullával osztás) a program a c1-rekeszben tárolt címen folytatódott. |
| -34         | ugrás nulla értékre                        | -34 i c1 c2           | Ha az aktuális művelet eredménye nulla a c2 címen, ha nem nulla a c1-es címen tárolt tartalom került betöltésre az utasításszámlálóba, és a programvégrehajtás itt folytatódott |
| -35         | vezérlésátadás kulcs szerint               | -35 i k c2            | Ha a vezérlőpulton található kapcsolók értéke megegyezik „k”-val, a vezérlés a c2-es címre kerül átadásra. |
| -37         | vezérlés átadás eltérő érték alapján       | -37 i c1 c2           | Lyukkártyalyukasztás ellenőrzésére szolgáló utasítás. Segítségével az éppen kilyukasztott lyukkártya visszaolvasásra és ellenőrzésre került. |
| -20         | ciklus vége                                | -20 I c1 c2           | Az utasításban az „I“ ciklusváltózót jelent. Az művelet végrehajtásakor az ciklusváltózó 13–36. bitjeinek értékéhez adódott hozzá a c2 cím megfelelő bitjein tárolt érték a címmódosító-állandó. Az indexrekesz 0–12. bitjein tárolt értékéből minden végrehajtáskor kivonásra került 1. Ha értéke nullára vagy negatívra csökkent, a vezérlés a c1 címre került. A ciklus indításakor az I 0–12. bitjére a ciklusok száma mínusz egy értéket (n-1-et) kellett beírni, a 13–36-os bitekre pedig a ciklustörzsben használt címmódosító állandót. |
| -06         | programmegszakítás engedélyezés — tiltás   | -06 i k 0             | Ez az utasítás engedélyezte vagy tiltotta a perifériák számára a programmegszakítást (interrupt). A „k” állandó értéke határozta meg a perifériát. (0002 → lyukszalag, 0020 → lyukkártya stb.) |
| -36         | programmegszakítás blokkolásának feloldása | -36 i c1 c2           | Programmegszakítás feldolgozását segítő utasítás (lásd.: „Kivételkezelés”). |

### Beviteli és kiviteli utasítások (input, output)
Míg a fent felsorolt utasításcsoportok már a 60-as években kikristályosodtak, és csekély változtatásokkal a modern számítógépekben is a mai napig szinte változatlan formában megtalálhatók – legfeljebb a felhasználók 99%-a nem tud róluk, mert a szoftver eltakarja ezt a szintet –, addig a beviteli és kiviteli utasítások a mai eszközök mellett igazi őstörténeti különlegességek. 
| Utasításkód | Az utasítás neve                                                                         | Az utasítás formátuma | Megjegyzés |
| ----------- | ---------------------------------------------------------------------------------------- | --------------------- | --- |
| -07         | lyukszalag visszatekerése                                                                | -07 0 0 0             | |
| -50         | számok olvasása lyukszalagról                                                            | -50 i 0 c2            | Számsorozat beolvasása és tárolása a c2-es címtől kezdődően. A beolvasás végén az (utolsó számot tartalmazó rekesz címe)+1 érték került az R1 regiszterbe, és az akkumulátorban ellenőrzőösszeg generálódott.                                                                         |
| -51         | számolvasás ellenőrzése                                                                  | -51 0 0 0             | A -50-es utasítás végrehajtásának ellenőrzése. Adattárolás nem történt, csak ellenőrzőösszeg-képzés. |
| -52         | karakterek olvasása lyukszalagról                                                        | -52 i 0 c2            | Karaktersorozat beolvasása és tárolása a c2-es címtől kezdődően. A beolvasás végén az (utolsó karaktert tartalmazó rekesz címe)+1 érték került az R1 regiszterbe, és az akkumulátorban ellenőrzőösszeg generálódott                                                                   |
| -53         | karakterolvasás ellenőrzése                                                              | -53 0 0 0             | A -52-es utasítás végrehajtásának ellenőrzése. Adattárolás nem történt csak ellenőrzőösszeg képzés. |
| -54         | lyukkártyák olvasása                                                                     | -54 i k c2            | Lyukkártyakötet olvasása. A k konstansban adták meg a kártyák számát és azt, hogy a beolvasott kártyák programkártyák vagy adatkártyák. A kártyák tárolása a c2-es címtől kezdődött. A beolvasás végén az (utolsó karaktert tartalmazó rekesz címe)+1 érték került az R1 regiszterbe. |
| -60         | nyomtatás sornyomtatóra vagy az 1-es lyukszalaglukasztóra (szám lukasztás)               | -60 i s c2            | A c2-es rekesz tartalma került nyomtatásra vagy lukasztásra az s konstansban megadott formázás szerint. |
| -61         | adatkivitel a 2-es lyukszalaglukasztóra (karakter lukasztás) vagy nyomtatás teletype-ra. | -61 i s c2            | A c2-es rekesz tartalma került lyukasztásra vagy nyomtatásra az „s” konstansban megadott formázás szerint. |
| -62         | adatátvitel pufferbe                                                                     | -62 i s c2            | A c2 rekesz tartalmának áttöltése pufferbe az „s” konstansban megadott formázás szerint. A Minszk–22 128 szavas kiviteli pufferrel rendelkezett. |
| -63         | kártyalukasztás                                                                          | -63 i 0 c2            | A c2 rekesz tartalmának átadása a kártyalukasztóra. |
| -40         | zónakeresés mágnesszalagon előre                                                         | -40 i x               | |
| -41         | zónakeresés mágnesszalagon hátra                                                         | -41 i x               | |
| -46 -45     | mágnesszalag olvasás előre – zónakeresés                                                 | -46 i x -45 i k c2    | A két utasítást együtt kellett alkalmazni. |
| -47 -45     | mágnesszalag olvasás hátra – zónakeresés                                                 | -45 i k c2            | A két utasítást együtt kellett alkalmazni. |
| -46 -43     | írás mágnesszalagra előre – zónakeresés                                                  | -46 i x -43 i k c2    | A két utasítást együtt kellett alkalmazni. |
| -47 -43     | írás mágnesszalagra hátra – zónakeresés                                                  | -47 i x -43 i k c2    | A két utasítást együtt kellett alkalmazni. |
| -46 -44     | ellenőrző olvasás mágnesszalagról – zónakeresés                                          | -46 i x -44 i k 0     | A két utasítást együtt kellett alkalmazni. |
| -47 -44     | ellenőrző olvasás mágnesszalagról hátra – zónakeresés                                    | -47 i x -44 i k 0     | A két utasítást együtt kellett alkalmazni. |
| -03         | kártyalukasztás indítása, leállítása                                                     | -03 0 k 0             | |
| -17         | adatbevitel teletype billentyűzetről                                                     | -17 i c1 c2           | |

## A Minszk–22 programozása
A Minszk–22 életciklusának vége felé már meglehetősen sok fordítóprogrammal rendelkezett: COBOL, Fortran, ALGOL és ALGOL-68. Szegedre érkezésekor azonban a Minszk–22-n kizárólag egy „Inzsenyer” nevű autókód fordító (АКИ — Автокод инженер) futott. Az Inzsenyer, mint az nevéből kitalálható, mérnöki feladatok megoldására készült, és meglehetősen nagy műszaki-tudományos számítások végzésére kialakított szubrutinkönyvtárral rendelkezett. Az autókód nyelvek a számítástechnika fejlődésének kezdeti szakaszán alkalmazott, az assembler nyelvhez nagyon hasonlító, de annál egyszerűbb programozási nyelvek voltak,  általában csak a gépi kód oktálisan megadott kódjait helyettesítették mnemonikus kódokkal. Szegeden a Kibernetikai Labor kutatási területein (matematikai nyelvészet, operációkutatás, fordítóprogramok stb.) alig volt alkalmazható, így a gépet leginkább gépi kódban programozták. Azonban hamarosan Fortran, majd ALGOL fordítót is kapott, és Kalmár professzor vezetésével a szegedi hallgatók egy ALGOL-68-as fordítót is készítettek hozzá.

## A Minszk–22 Magyarországon

### MN Számítástechnikai Központja (MN SZK)
1966-ban hozták létre a Magyar Néphadsereg Számítástechnikai Központját. Az első magyarországi Minszk–22-es számítógép 1967-ben a Néphadsereg Haditechnikai Intézetében kezdte meg működését. Ezzel elkezdődött a honvédelem területén is az informatikai korszak. Ennek a központnak és számítógépnek a jelentősége jóval túlnyúlt a hadseregen. A szocialista idők állambiztonsági felfogásának megfelelően az államigazgatás működésével összefüggő információk is szigorúan titkosak voltak, így ez idő tájt azok kezelése is a Honvédelmi Minisztérium feladatkörébe tartozott. Az MN SZK parancsnoka Majdán Pál alezredes, tudományos vezetője (nem tartozott az állományhoz) Dömölky Bálint volt.
Ezt a gépet 1974-ig használta az MN SZK. Ekkor a szervezet egy új Minszk–32-es gépet kapott, átalakult és elköltözött a Szilágyi Erzsébet fasorból. A Minszk–22 fizikailag a helyén maradva átkerült a Zrínyi Miklós Katonai Akadémia állományába, és még évekig szolgálta a leendő tisztek számítástechnikai oktatását.

### Felsőoktatás
A második Minszk—22-es gép 1968 tavaszán a Budapesti Nemzetközi Vásár szovjet pavilonjának volt a büszkesége. A vásár bezárását követően a gépet, mint a szovjet nép ajándékát adták át a magyar felsőoktatásnak. A számítógép Szegedre került, a József Attila Tudományegyetem Kalmár László akadémikus által vezetett Kibernetikai Laboratóriumába. Ez a gép biztosította az alapot a magyar informatikusképzés elindításához. A Kalmár professzor által oktatott Automatikus számítógépek tantárgy kiegészült számítógépi gyakorlatokkal. Ezeken a gyakorlatokon, évfolyamdolgozat gyanánt, különböző programokat kellett írni és futtatni a Minszk—22-n. A JATE Természettudományi karán 1970-ben végzett hallgatók (13 fő) oklevelébe került be Magyarországon először a programtervező matematikus végzettség.